# Serrat de Pujalt
El Serrat de Pujalt és un serrat dels termes municipals de Castellcir i Castellterçol, a la comarca del Moianès. És prop de a la Vall de Marfà, a l'extrem oriental d'aquest enclavament del terme de Castellcir, i a prop de l'extrem nord del terme de Castellterçol. S'estén de nord-oest a sud-est, des de l'extrem sud-oest de la Baga de Pujalt, on hi ha el cim del Sang-i-fetge, al nord de la Solella de la Vinya de la Closella, passa pel Turó de Pujalt, el punt més alt, situat a la meitat del serrat. La seva meitat occidental fa de termenal entre els Castellcir, enclavament de la Vall de Marfà, i Castellterçol.